# Cherry Lake
Cherry Lake är en sjö i Algoma District i provinsen Ontario i den sydöstra delen av Kanada. Cherry Lake ligger 232 meter över havet. Sjön har sitt utlopp i söder och vattnet rinner till Bay Lake. Cherry Lake tillhör Blind Rivers avrinningsområde.